# Women (gruppo musicale)
I Women sono stati un gruppo indie rock canadese originario di Calgary formato da Patrick e Matthew Flegel, Michael Wallace e Christopher Reimer.

## Discografía

### Album
- Women (Flemish Eye / Jagjaguwar, 2008)
- Public Strain (Flemish Eye / Jagjaguwar, 2010)